# Elmon Wright
Pour les articles homonymes, voir Wright.
Elmon Wright  (27 octobre 1929 - 1984) est un trompettiste de jazz.
Il est le fils du trompettiste Lamar Wright.
Dans les années 1940-50, il a joué dans les orchestres de Dizzy Gillespie, Buddy Rich, Earl Bostic, Roy Eldridge… Il a été ensuite musicien « free lance » à New York.